# Mark A.Z. Dippé
Mark A.Z. Dippé (nascut el 9 de novembre de 1956) és un director de cinema estatunidenc d'origen japonès i supervisor d'efectes visuals. Va fer el seu debut com a director el 1997 amb Spawn.

## Biografia
Mark Earnest Dippé va néixer al Japó de mare xinesa i pare estatunidenc, tots dos treballaven per a l'Exèrcit dels Estats Units. Als dos anys, els Dippé es van traslladar de nou als Estats Units, on el seu pare va ser donat de baixa de l'exèrcit. Dippé va créixer a Anchorage, Alaska, després que la seva família s'hi mudés el 1960. Quan Dippé tenia 5 anys, va convèncer la seva mare perquè el portés a veure la pel·lícula de terror de 1958 The Fly. Les seqüències de transformació de la pel·lícula van impressionar el nen, que augmentaria l'interès pels efectes visuals. Va marxar de casa als 17 anys per anar a la universitat, on va obtenir un doctorat en gràfics per ordinador a la Universitat de Califòrnia a Berkeley el 1985. El 1988, va anar a Industrial Light & Magic com a alguns amics seus van ser contractats per fer les imatges generades per ordinador per a The Abyss. Dippé va escriure la major part del codi que va crear un pseudòpode fotorealista construït amb aigua de mar, que va ser animada principalment per Steve 'Spaz' Williams. El treball posterior de Dippé va incloure el T-1000 a Terminator 2: Judgment Day, i els dinosaures de Parc Juràssic, que eren renderitzat en gràfics per ordinador després d'una demostració reeixida feta per Williams i Dippé. Dippé, Williams i Clint Goldman van deixar ILM el1997, formant les companyies de producció Pull Down Your Pants i Complete Pandemonium. La primera va ser una productora en el debut com a director de Dippé, l'adaptació al còmic Spawn, i la segona va crear diversos anuncis de televisió els anys següents.
Va ser cofundador de The Animation Picture Company.

## Filmografia
| Any  | Pel·lícula                             | Notes                 |
| ---- | -------------------------------------- | --------------------- |
| 1995 | Herbie Hancock: Dis Is da Drum         | Curtmetratge          |
| 1997 | Spawn                                  |                       |
| 2004 | Pixel Perfect                          | Telefilm              |
| 2004 | Frankenfish                            | Telefilm              |
| 2004 | Halloweentown High                     | Telefilm              |
| 2007 | Garfield Gets Real                     | Directe a vídeo       |
| 2008 | Garfield's Fun Fest                    | Directe a vídeo       |
| 2009 | Garfield i la seva colla               | Directe a vídeo       |
| 2012 | The Reef 2: High Tide                  |                       |
| 2013 | Gutsy Frog                             | Unaired pilot         |
| 2014 | The Boxcar Children                    |                       |
| 2015 | Ocean Quest: The Immersive Adventure   |                       |
| 2017 | Michael Jackson's Halloween            |                       |
| 2018 | The Boxcar Children: Surprise Island   |                       |
| 2022 | Marmaduke                              | Pel·lícula de Netflix |
| TBA  | Tercera pel·lícula de Reef sense títol | En desenvolupament    |